# Viktor Sjoevalov
Viktor Grigorjevitsj Sjoevalov (Russisch: Виктор Григорьевич Шувалов) (Roezajevka (Mordovië), 15 december 1923 - 19 april 2021) was een voormalig Sovjet-Russisch ijshockeyer en voetballer. 
In 1954 werd Sjoevalov met de Sovjet-ijshockeyploeg wereldkampioen.
Sjoevalov won tijdens de Olympische Winterspelen 1956 in Cortina d'Ampezzo de gouden olympische medaille. Dit toernooi was ook als wereldkampioenschap aangemerkt. 
Sjoevalov was ook een begenadigd voetballer. Hij kwam uit voor VVS Moskou en was topschutter van de Sovjet Top Liga 1950. 
Hij overleed op 19 april 2021 op 97-jarige leeftijd.